# 尖顶耳蕨
尖顶耳蕨（学名：Polystichum excellens）为鳞毛蕨科耳蕨属下的一个种。

## 扩展阅读
- 維基物種上的相關：尖顶耳蕨